# Sonequa Martin-Green
Sonequa Martin-Green (Russellville, 21 marzo 1985) è un'attrice statunitense.

## Biografia
Sonequa Martin-Green è la penultima di cinque sorelle. Inizialmente aveva deciso di diventare una psicologa prima di intraprendere la carriera di attrice. Dopo essersi laureata in materie teatrali presso l'Università dell'Alabama nel 2007, si è trasferita a New York, dove lei e suo marito hanno vissuto per cinque anni prima di trasferirsi in California.
Nel 2012 Sonequa Martin-Green entra nel cast della terza stagione della serie televisiva The Walking Dead, interpretando il ruolo di Sasha Williams, personaggio protagonista della serie dalla quarta alla settima stagione.
Dopo l'esperienza con The Walking Dead, nel 2017 entra a far parte di Star Trek: Discovery, sesta serie live-action del franchise di fantascienza Star Trek, in cui interpreta il ruolo della protagonista Michael Burnham. Fortemente voluta dal produttore Bryan Fuller, deve tuttavia attendere a lungo prima di poter entrare a far parte del cast, a causa dei vincoli contrattuali con la rete televisiva AMC, che rifiuta di svincolarla fino a che la morte del suo personaggio in The Walking Dead non appaia sullo schermo. Ciò causa dei ritardi nella messa in onda di Discovery, facendone slittare la prima messa in onda da maggio a settembre, ma un primo ritardo, indipendente da lei, le permette di entrare a far parte del cast.

## Vita privata
Sonequa è sposata con l'attore e scrittore Kenric Green. La coppia si è incontrata a Princeton, nel New Jersey. Nel 2014, incinta durante le riprese della quinta stagione della serie televisiva The Walking Dead, per evitare che si notasse la gravidanza ha coperto la pancia utilizzando vestiti ampi e armi da fuoco più grandi. Ha dato alla luce il figlio Kenric Justin II il 10 gennaio 2015 a Los Angeles. Il 19 luglio 2020 l'attrice ha annunciato la nascita della secondogenita cui è stato dato il nome di Saraiyah Chaunté 

## Filmografia

### Attrice

#### Cinema
- Not Quite Right, regia di Philip Schaff - direc-to-video (2005)
- I-Can-D, regia di Tyler Perry - cortometraggio (2007)
- Blind Thoughts, regia di Harris Masood (2008)
- Toe to Toe, regia di Emily Abt (2009)
- Rivers Wash Over Me, regia di John J. Young (2009)
- Yelling to the Sky, regia di Victoria Mahoney (2011)
- Shockwave: Darkside, regia di Jay Weisman (2014)
- On The Bridge, regia di Emily Abt - cortometraggio 2014)
- Natale, folle Natale (Holiday Rush), regia di Leslie Small (2019)
- The Outside Story, regia di Casimir Nozkowski (2020)
- Space Jam: New Legends (Space Jam: A New Legacy), regia di Malcolm D. Lee (2021)

#### Televisione
- Law & Order: Criminal Intent – serie TV, episodio 7x19 (2008)
- Army Wives - Conflitti del cuore (Army Wives) – serie TV, episodi 3x13-3x14-3x16 (2009)
- The Good Wife – serie TV, 8 episodi (2009-2011)
- Gossip Girl – serie TV, episodio 5x03 (2011)
- Da Brick, regia di Spike Lee – film TV (2011)
- NYC 22 – serie TV, 5 episodi (2012)
- The Walking Dead – serie TV, 45 episodi (2012-2018)
- C'era una volta (Once Upon a Time) – serie TV, 7 episodi (2013)
- New Girl – serie TV, episodi 5x15-6x17 (2016-2017)
- Star Trek: Discovery – serie TV, 65 episodi (2017-2024)
- Wed-Locked – serie TV (2018)

### Doppiatrice
- Star Trek Online – videogioco (2010)
- Penn Zero: Part-Time Hero – serie animata, episodi 2x01-2x22-2x23 (2017)
- Fast and Furious Crossroads – videogioco (2020)
- Star Trek Logs – webserie, 7 episodi (2020-2022)
- Invincible – serie animata, 1 episodio (2021)

## Doppiatrici italiane
Nelle versioni in italiano delle opere in cui ha recitato, Sonequa Martin-Green è stata doppiata da:
- Benedetta Degli Innocenti in Natale, folle Natale, Space Jam: New Legends
- Valentina Pollani in Law & Order: Criminal Intent
- Chiara Boccomini in The Good Wife
- Domitilla D'Amico in The Walking Dead
- Alessia Amendola in C'era una volta
- Gemma Donati in Star Trek: Discovery